# オッカムの剃刀

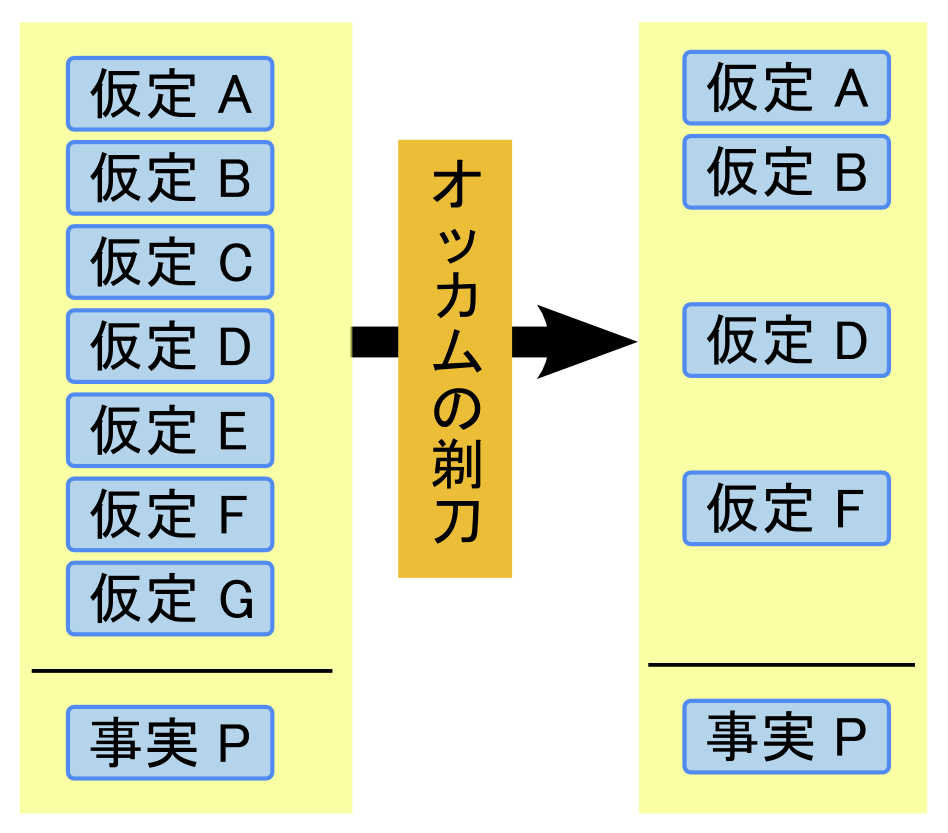
三浦俊彦が描いたオッカムの剃刀の説明図。三浦はオッカムの剃刀について「ある事実Pを同様に説明できるのであれば仮説の数（または措定される実体の数）は少ないほうが良い」とするものだと説明した。

オッカムの剃刀（オッカムのかみそり、英: Occam's razor、Ockham's razor）とは、「ある事柄を説明するためには、必要以上に多くを仮定するべきでない」とする指針。14世紀の哲学者・神学者であるオッカム村のウィリアムが多用したことで有名になった。

## 概要
もともとはスコラ哲学における流儀であり、様々なバリエーションがあるが、20世紀にはその妥当性を巡って科学界で議論が生じた。「剃刀」という言葉は「説明に不要な存在を切り落とすこと」を比喩しており、「説明するために必要以上に多くの仮定を用いるべきではない」や「説明する理論・法則は比較的に単純な方がよい」などの意味で使用されることが多いため、オッカムの剃刀は思考節約の原理や思考節約の法則、思考経済の法則とも呼ばれる。また、ケチの原理と呼ばれることもある。

### 原文

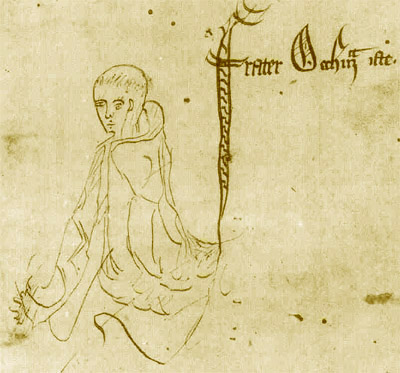
オッカムのウィリアム

## 例
伊勢田哲治は次のように説明した。例えば、等速直線運動に対する次のような説明があったとする。
この場合、「神が」という部分が説明に不要である、として切り落としてしまうのがオッカムの剃刀（「神」剃り）だとし、すると次のような説明が得られるとした。

## 注意点

### 説明に不必要であることは、存在の否定ではない
オッカムの剃刀は単純化の手段に過ぎないのであって、説明に不要な存在を否定するものではない。上述の例では、説明には不要な存在として「神」が剃り落とされているが、これは「神が存在しない」ということを意味するものではない。あくまで神の存在、不在は別の議題となる。

### 真偽の判定則ではない
オッカムの剃刀は、既にある理論や仮説等に対して、新たな仮説等を追加すべきかどうかを選ぶひとつの立場に過ぎないのであって、オッカムの剃刀によって追加することを選択しても、「その仮説が正しい」ということにはならない。同様に、オッカムの剃刀によって切り捨てられたからといって、「その仮説が間違っていた」ということにはならない。何故なら、オッカムの剃刀は真偽の判定則ではないからである。

### 何が説明に必要であるかは自明ではない
オッカムの剃刀を適用するにあたっては、慎重な検討が必要である。一見不要に見える仮説でも、実は見落とした事柄によって必要とされていることもあり、適用すべきでないことにまで適用してしまう危険性があるので、必要性は慎重に判断しなければならない。さもなくば過剰に適用して必要な仮説まで切り落としてしまう危険性がある。これを考慮して、ウォルター・チャットンは次のような言葉を考案した。
これはオッカムの剃刀が、その前提条件「必要が無いなら」においてのみ成り立ち、その前提条件から外れる場合、すなわち、「必要がある」場合には成り立たないことに注意せよという指摘である。

## 様々な適用

### 心理学
心理学の分野においては「ある行動がより低次の心的能力によるものと解釈できる場合は、その行動をより高次の心的能力によるものと解釈するべきではない」とするモーガンの公準が知られている。